# Mikó István (színművész)

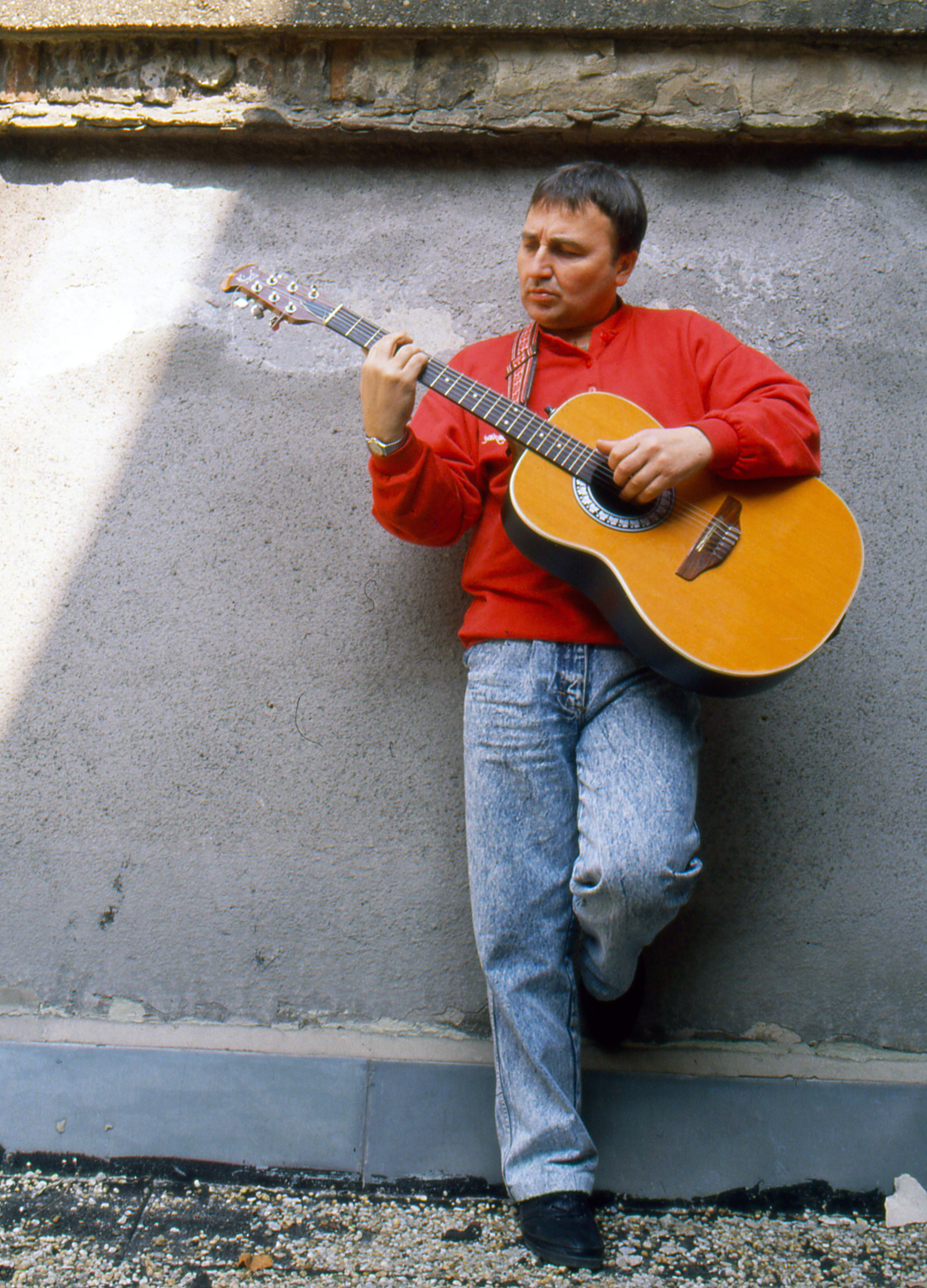
Rózsavölgyi Gyöngyi felvétele

Mikó István (Budapest, 1950. október 22. –) Jászai Mari-díjas magyar színművész, rendező, színházigazgató, zeneszerző, érdemes és kiváló művész, a Soproni Petőfi Színház és a Turay Ida Színház örökös tagja.

## Élete

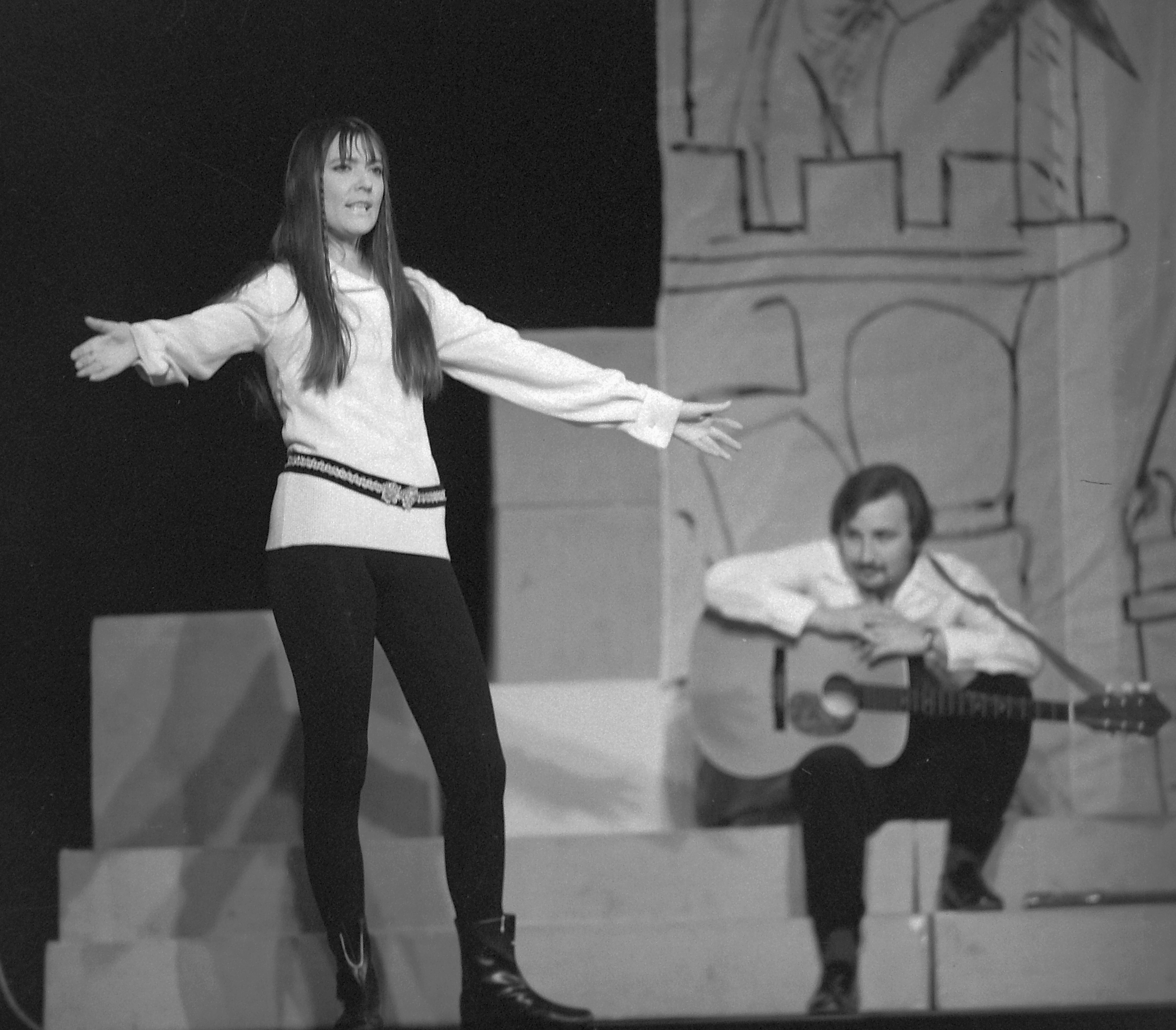
Márai Enikő társaságában az Egyetemi Színpadon, 1973-ban

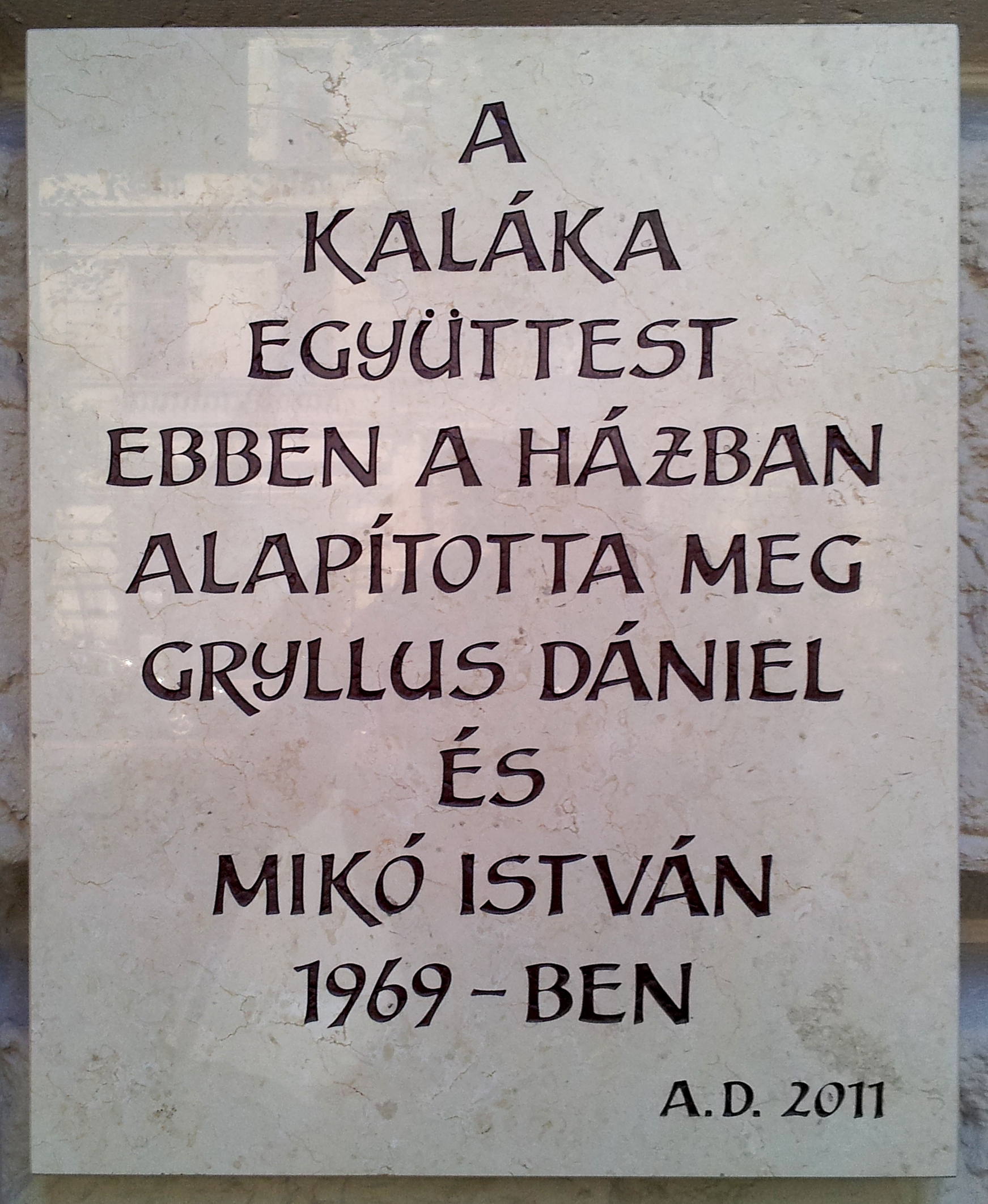
Emléktábla az egykori Ádám söröző falán

Édesapja Mikó Zoltán könyvtáros volt, édesanyja Bokor Jolán tanítónő; anyai nagyapja, Bokor Kálmán szintén tanító volt.
Már 1962-ben, 12 évesen kislemezen énekelt a Tavasz, nyár, ősz című dalban, Sennyei Vera, Bilicsi Tivadar, Záray Márta és Vámosi János társaságában. 1969–1973 között a Kaláka alapító tagja volt, és a Malévnél is dolgozott: a budapesti Dorottya utcai Malév-irodában külföldi jegyeladással foglalkozott. 1973-tól tanult a Színház- és Filmművészeti Főiskolán, ahol 1977-ben végzett. Karrierje a Thália/Arizona Színházban indult (1991–1993 között az Arizona igazgatója), közben egyúttal 1991-től a Soproni Petőfi Színház igazgatója volt (2002. január 1-jén mondott le), 1986–1987 között az Operettszínház vendége, majd 1987-től másodállású tagja volt. A Kisvárdai Várszínház egyik alapítója. 2003 óta a Turay Ida Színház színésze, rendezője és szakmai igazgatója. 2004 és 2007 között a szolnoki Szigligeti Színház tagja volt. 2008-tól a Soproni Petőfi Színház, és a Turay Ida Színház művésze. Vendégművészként játszott a székesfehérvári Vörösmarty Színházban, a Kecskeméti Katona József Színházban, a dunaújvárosi Bartók Kamaraszínházban, a Karinthy Színházban, a salgótarjáni Zenthe Ferenc Színházban, és a Pécsi Harmadik Színházban is. Tagja a Mindhalálig Beatles nevű együttesnek, népszerű szinkronszínész, állandó szinkronszerepei közé tartozik Robin Williams, a Disney-féle Micimackó, Breki a Muppet Show-ból, Dzsini a Disney Aladdinjából, vagy a magyar A nagy ho-ho-horgász rajzfilm jól ismert kukaca.
1988-ban jelent meg nagylemeze: SLPM 16762. A „Miko® csendül fel a régi nóta” című korongon néhány saját szerzeménye is szerepel. Ezek közül az egyik legismertebb a Szenes Iván szövegére írt „A magam erejéből lettem senki” című dal.

## Magánélete
Feleségétől, Deák Évától két fia született: Bálint (1979) és Dániel (1984). Élettársa Szabó Anikó színésznő. Budapesten, a Pasaréten él.

## Színházi szerepei

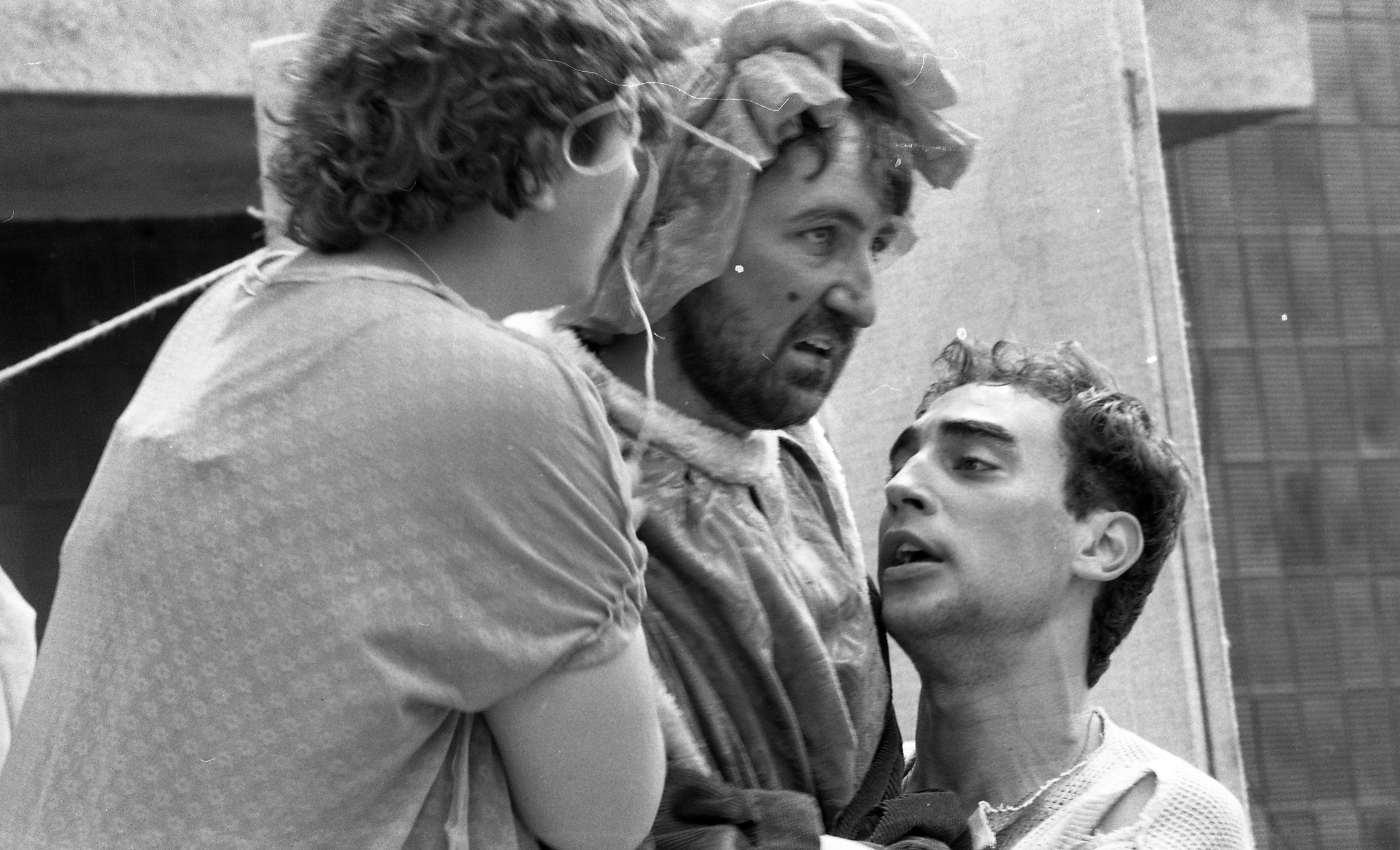
Kulka Jánossal a Panthelin mester című előadáson 1979-ben

A Színházi adattárban regisztrált bemutatóinak száma: 269; (Színész: 196; rendező: 48; szerző: 13; dalszöveg: 5; zeneszerző: 3; koreográfus, díszlettervező, jelmeztervező, dramaturg: 1-1) ugyanitt negyvenhét felvételen is látható.
| Darab                                                     | Szerep                                                                | Színház                                 | Bemutató             | Forrás                   |
| --------------------------------------------------------- | --------------------------------------------------------------------- | --------------------------------------- | -------------------- | ------------------------ |
| A Diófák tere avagy Szólj anyádnak, jöjjön ki!            | F. Szabó Béla polgármester                                            | Szigligeti Színház                      | 2004. november 12.   | [ 10 ]                   |
| A Faun                                                    | maurice Morris                                                        | Turay Ida Színház                       | 2008. november 22.   | [ 11 ]                   |
| A Kék madár                                               | Kutya                                                                 | Thália Színház                          | 1984. február 10.    | [ 12 ]                   |
| A kölyök                                                  | Ciacco, a kerítő                                                      | Kisvárdai Várszínház                    | 1984. július 19.     | [ 13 ]                   |
| A kölyök                                                  | Chaplin, csavargó                                                     | Arizona Színház                         | 1992. december 18.   | [ 14 ]                   |
| A padlás                                                  | Lámpás szellem, 670 éves                                              | Vörösmarty színház                      | 1993.nov.07.         | Referencia nem elérhető. |
| A Nagymama                                                | Tódorka Szilárd, tanár                                                | Turay Ida Színház                       | 2005. február 26.    | [ 15 ]                   |
| A Notre Dame-i toronyőr                                   | Quasimodo, a Notre Dame harangozója                                   | Hevesi Sándor Színház                   | 1989. március 22.    | [ 16 ]                   |
| A Patikus, avagy orvos is lehet tisztességes              | Agapito, nagyothalló patikus                                          | Andrássy Pódium                         | 2002. június 20.     | [ 17 ]                   |
| A Peleskei nótárius                                       | Peleskei nótárius                                                     | Bartók Kamaraszínház és Művészetek Háza | 2001. október 13.    | [ 18 ]                   |
| A Primadonna                                              | Gróf Gósy Frigyes, Aranyos Elek                                       | Madách Színház                          | 2002. november 9.    | [ 19 ]                   |
| Az Évszázadnál hosszabb ez a nap                          | Rajmáli-aga, a költő                                                  | Thália Színház                          | 1983. április 8.     | [ 20 ]                   |
| A Revizor                                                 | Anton Antonovics Szkvoznyik-Dmuhanovszkij, polgármester               | Szigligeti Színház                      | 2007. április 21.    | [ 21 ]                   |
| A Revizor                                                 | Anton Szkvoznyik-Dmuhanovszkij, polgármester                          | Vörösmarty Színház                      | 2008. december 19.   | [ 22 ]                   |
| A rózsa neve                                              | Abbo apát                                                             | Szigligeti Színház                      | 2005. szeptember 23. | [ 23 ]                   |
| A szabin nők elrablása                                    | Rettegi Fridolin                                                      | Turay Ida Színház                       | 2008. május 10.      | [ 24 ]                   |
| A szabin nők elrablása                                    | Rettegi Fridolin                                                      | Soproni Petőfi Színház                  | 2008. szeptember 20. | [ 25 ]                   |
| A Víg özvegy                                              | Nyegus, írnok                                                         | Budapesti Operettszínház                | 1988. március 18.    | [ 26 ]                   |
| A Víg özvegy                                              | Báró Zéta Mirkó nagykövet                                             | Budapesti Operettszínház                | 2007. december 13.   | [ 27 ]                   |
| A Zongora                                                 | Mühlstadt Arthur, gabonabizományos                                    | Soproni Petőfi Színház                  | 2000. november 18.   | [ 28 ]                   |
| Az apostol                                                | Mesélő                                                                | Soproni Petőfi Színház                  | 1999. március 13.    | [ 29 ]                   |
| Ábel                                                      | Bolha, a kutya; Gáspár bácsi                                          | Soproni Petőfi Színház                  | 2000. szeptember 30. | [ 30 ]                   |
| Ármány és szerelem                                        | Miller, a muzsikus, városi zenész                                     | Soproni Petőfi Színház                  | 2002. január 26.     | [ 31 ]                   |
| Aszfaltmuzsikusok                                         | Otto Brommel, hegedűs                                                 | Turay Ida Színház                       | 2012. november 17.   | [ 32 ]                   |
| Az első sírásó                                            | A költő hangja                                                        | Soproni Petőfi Színház                  | 1995. május 6.       | [ 33 ]                   |
| Az Operaház Fantomja                                      | Monsieur André, operaigazgató                                         | Madách Színház                          | 2003. június 1.      | [ 34 ]                   |
| Az Utolsó hősszerelmes                                    | Barney Cashman                                                        | Thália Színház                          | 1992. február 19.    | [ 35 ]                   |
| Balfácánt vacsorára                                       | Francois                                                              | Jászai Mari Színház                     | 2007. március 16.    | [ 36 ]                   |
| Balfácánt vacsorára                                       | Francois                                                              | Turay Ida Színház                       | 2011. február 5.     | [ 37 ]                   |
| Barátom, Harvey                                           | Elwood P. Dowd                                                        | Thália Színház                          | 1992. december 22.   | [ 38 ]                   |
| Bob herceg                                                | Pomponius, a herceg nevelője                                          | Kisvárdai Színház                       | 2009. augusztus 11.  | [ 39 ]                   |
| Bob herceg                                                | Pomponius, a herceg nevelője                                          | Soproni Petőfi Színház                  | 2009. szeptember 19. | [ 40 ]                   |
| Bolond nyár!                                              | Pufi úr                                                               | Centrál Színház                         |                      | [ 41 ]                   |
| Csakazértis szerelem                                      | Zavargó Vendel bá', Tamás nagyapja                                    | Turay Ida Színház                       | 2014. március 1.     |                          |
| Csak semmi szexet, kérem, angolok vagyunk!                | Arnold Needham                                                        | Turay Ida Színház                       | 2009. október 3.     | [ 42 ]                   |
| Csárdáskirálynő                                           | Miska                                                                 | Budapesti Operettszínház                | 1987. március 20.    | [ 43 ]                   |
| Ének az esőben                                            | Dexter                                                                | Budapesti Operettszínház                | 1989. március 24.    | [ 44 ]                   |
| Énekes madár                                              | Bakk Lukács                                                           | Kisvárdai Várszínház                    | 2005. július 23.     | [ 45 ]                   |
| Énekes madár                                              | Bakk Lukács, vénlegény, az Eszter vőlegénye                           | Turay Ida Színház                       | 2005. november 4.    | [ 46 ]                   |
| Folytassa Svejk!                                          | Svejk                                                                 | IBS Színpad                             | 2007. november 10.   | [ 47 ]                   |
| Francia négyes, avagy négyen a kanapén                    |                                                                       | Centrál Színház                         |                      | [ 48 ]                   |
| Furcsa pár                                                | Felix Unger                                                           | Soproni Petőfi Színház                  | 2006. október 12.    | [ 49 ]                   |
| Gyalog a holdsugáron                                      | Karl Friedrich Hieronim von Münchhausen báró                          | Thália Színház                          | 1987. április 10.    |                          |
| Háború és béke                                            | Bonaparte Napóleon                                                    | Thália Színház                          | 1984. április 14.    | [ 50 ]                   |
| Hajmeresztő                                               | Victor Rossetti, építőmunkás                                          | Soproni Petőfi Színház                  | 2000. április 8.     | [ 51 ]                   |
| Hazatérés                                                 | Az idős apa                                                           | Salgótarjáni Zenthe Ferenc Színház      | 2016. szeptember 8.  | [ 52 ]                   |
| Háztűznéző                                                | Csocsalov                                                             | Radnóti Miklós Színház                  | 1994. november 27.   | [ 53 ]                   |
| Horgász a pácban                                          | Blaireau                                                              | IBS Színpad                             | 2003. február 8.     | [ 54 ]                   |
| Imádok férjhez menni                                      | Mr. Paton                                                             | Turay Ida Színház                       | 2003. október 26.    | [ 55 ]                   |
| Incidens az Ingeborg-hangversenyen                        | Breitmayer                                                            | Soproni Petőfi Színház                  | 2000. november 18.   | [ 56 ]                   |
| Indul a bakterház                                         | Bakter                                                                | Turay Ida Színház                       | 2007. november 30.   | [ 57 ]                   |
| Indul a bakterház                                         | Bakter                                                                | Soproni Petőfi Színház                  | 2008. december 13.   | [ 58 ]                   |
| Indul a bakterház                                         | Bakter                                                                | Kecskeméti Katona József Színház        | 2009. november 27.   | [ 59 ]                   |
| John Fitzgerald Kennedy                                   | Hruscsov                                                              | Margitszigeti Szabadtéri Színpad        | 1996. augusztus 8.   | [ 60 ]                   |
| Karnyóné                                                  | Karnyó                                                                | Magyar Állami Operaház                  | 2007. május 4.       | [ 61 ]                   |
| Kicsengetés                                               | St. John Quartermaine                                                 | Bartók Kamaraszínház és Művészetek Háza | 1995. január 8.      | [ 62 ]                   |
| Komámasszony, hol a stukker?                              | K. Müller                                                             | Turay Ida Színház                       | 2009. április 11.    | [ 63 ]                   |
| La Mancha lovagja                                         | Sancho (Szolga)                                                       | Nagyerdei Színház                       | 1977. július 30.     | [ 64 ]                   |
| Légy jó mindhalálig                                       | Valkay tanár úr                                                       | Soproni Petőfi Színház                  | 2007. szeptember 15. | [ 65 ]                   |
| Lovagias ügy                                              | Virág                                                                 | Soproni Petőfi Színház                  | 1993. november 20.   | [ 66 ]                   |
| Lóvátett lovagok                                          | Pille                                                                 | Thália Színház                          | 1987. február 20.    | [ 67 ]                   |
| Macskák                                                   | Tus, Gastrofar George                                                 | Madách Színház                          | 1983. március 25.    | [ 68 ]                   |
| Mária főhadnagy                                           | Zwickli Tóbiás                                                        | Budapesti Operettszínház                | 2006. október 7.     | [ 69 ]                   |
| Marica grófnő                                             | Kudelka                                                               | Soproni Petőfi Színház                  | 2000. október 14.    | [ 70 ]                   |
| Menyasszonytánc                                           | Herskovics                                                            | Budapesti Operettszínház                | 2006. március 17.    | [ 71 ]                   |
| Mi lesz veled, emberke?                                   | Schlüter, Franz, Schulz                                               | Thália Színház                          | 1982. április 9.     | [ 72 ]                   |
| Mi van a szoknya alatt? (avagy a káprázatos kisasszonyok) | Doki                                                                  | Turay Ida Színház                       | 2004. december 18.   | [ 73 ]                   |
| Miko(r) lesz a fantom?!                                   |                                                                       | Thália Színház                          | 1989. december 29.   | [ 74 ]                   |
| Mikszáth különös házasságai                               | Mikszáth Kálmán                                                       | Madách Színház                          | 1999. október 24.    | [ 75 ]                   |
| Mikszáth különös házasságai                               | Mikszáth Kálmán                                                       | Soproni Petőfi Színház                  | 1999. november 6.    | [ 76 ]                   |
| Mikszáth különös házasságai                               | Mikszáth Kálmán                                                       | Turay Ida Színház                       | 2015. október 31.    | [ 77 ]                   |
| Mindenkit megnyúzunk                                      | Szomszéd                                                              | Thália Színház                          | 1991. október 18.    | [ 70 ]                   |
| Mindhalálig Beatles                                       | Janó                                                                  | Thália Színház                          | 1988. november 5.    | [ 78 ]                   |
| Mindhalálig Beatles                                       | Janó                                                                  | Városmajori Szabadtéri Színpad          | 2000. július 1.      | [ 79 ]                   |
| Mirandolina, te drága                                     |                                                                       | Kisvárdai Várszínház                    | 2006. július 20.     | [ 80 ]                   |
| Miss Amerika                                              | Robert Atkins, komornyik, kapitány, olasz énekes, arab, török, betyár | Bartók Kamaraszínház és Művészetek Háza | 2010. május 14.      | [ 81 ]                   |
| Miss Arizona                                              | Dzseri Sztrakov                                                       | Thália Színház                          | 1981. december 2.    | [ 82 ]                   |
| Nem tudok élni nélküled                                   | Misi, üzletember                                                      | Soproni Petőfi Színház                  | 2010. május 29.      | [ 83 ]                   |
| Nyakfelmetsző                                             | Pirelli                                                               | Magyar Állami Operaház                  | 1992. június 5.      | [ 84 ]                   |
| Oscar                                                     | Bertrand Barnier                                                      | Soproni Petőfi Színház                  | 1995. március 11.    | [ 85 ]                   |
| A Pápa és a császár                                       | Napóleon                                                              | Thália Színház                          | 1987. november 27.   | [ 86 ]                   |
| Pletykák                                                  | Lenny                                                                 | Thália Színház                          | 1993. május 15.      | [ 87 ]                   |
| REJTŐsködők                                               |                                                                       | Soproni Petőfi Színház                  | 2001. december 16.   | [ 88 ]                   |
| Sakk                                                      | Frederick, amerikai sakkozó                                           | Arizona Színház                         | 1992. május 31.      | [ 89 ]                   |
| Svejk vagyok                                              | Svejk                                                                 | IBS Színpad                             | 2003. január 25.     | [ 90 ]                   |
| Sybill                                                    | Kormányzó                                                             | Turay Ida Színház                       | 2004. május 16.      | [ 91 ]                   |
| Szombat, vasárnap, hétfő                                  |                                                                       | Soproni Petőfi Színház                  | 1996. december 7.    | [ 92 ]                   |
| Szomorú vasárnap                                          | Seress Rezső                                                          | Soproni Petőfi Színház                  | 2008. március 8.     | [ 93 ]                   |
| Sztárcsinálók                                             | Néró                                                                  | Rock Színház                            | Szerepátvétel        |                          |
| Übü                                                       | Übü papa                                                              | Szigligeti Színház                      | 2005. április 29.    | [ 94 ]                   |
| Vegyes-páros                                              | Tito Morelli, világhírű tenorista                                     | Vidám Színpad                           | 1990. március 2.     | [ 95 ]                   |
| Vegyes-páros                                              | Tito Morelli, világhírű tenorista                                     | Soproni Petőfi Színház                  | 2001. szeptember 22. | [ 96 ]                   |
| Viktória                                                  | Jancsi                                                                |                                         |                      |                          |
| Volpone vagy a pénz komédiája                             | Volpone, magnifico                                                    | Soproni Petőfi Színház                  | 1999. november 27.   | [ 97 ]                   |

## Rendezései
| Szerző                                    | Darab                   | Színház                | Bemutató             | Forrás  |
| ----------------------------------------- | ----------------------- | ---------------------- | -------------------- | ------- |
| Vadnay László                             | A csúnya lány           | Soproni Petőfi Színház | 1998. október 10.    | [ 98 ]  |
| Vadnay László                             | A csúnya lány           | Kassai Thália Színház  | 2000. január 20.     | [ 99 ]  |
| Horváth Péter                             | A padlás                | Soproni Petőfi Színház | 2008. január 15.     | [ 100 ] |
| Tabarin Girard Antonie                    | A széltoló              | Kisvárdai Várszínház   | 2004. augusztus 7.   | [ 101 ] |
| Paul Schurek                              | Aszfaltmuzsikusok       | Turay Ida Színház      | 2012. november 17.   | [ 32 ]  |
| Pozsgai Zsolt                             | A tenger szerelmesei    | Soproni Petőfi Színház | 1997. december 13.   | [ 102 ] |
| Dan Goggin                                | Apácák                  | Komáromi Jókai Színház | 1996. május 3.       | [ 103 ] |
| Dan Goggin                                | Apácák                  | Soproni Petőfi Színház | 2001. november 24.   | [ 104 ] |
| Marno János                               | Az első sírásó          | Soproni Petőfi Színház | 1995. május 5.       | [ 33 ]  |
| Francis Veber                             | Balfácánt vacsorára     | Turay Ida Színház      | 2011. február 5.     | [ 105 ] |
| Fred Ebb, Bob Fosse                       | Chicago                 | Soproni Petőfi Színház | 1999. szeptember 25. | [ 106 ] |
| Tamási Áron                               | Énekes madár            | Kisvárdai Várszínház   | 2005. július 23.     | [ 45 ]  |
| Tamási Áron                               | Énekes madár            | Turay Ida Színház      | 2005. november 4.    | [ 46 ]  |
| Paul Pörtner                              | Hajmeresztő             | Turay Ida Színház      | 2012. március 24.    | [ 107 ] |
| Mikó István                               | Horgász a pácban        | IBS Színpad            | 2003. február 8.     | [ 54 ]  |
| William Somerset Maugham                  | Imádok férjhez menni    | Turay Ida Színház      | 2003. október 26.    | [ 55 ]  |
| Arthur Schnitzler                         | Körtánc                 | Soproni Petőfi Színház | 1993. szeptember 30. | [ 108 ] |
| Kiss József                               | Kölcsönkért kastély     | Turay Ida Színház      | 2005. november 18.   | [ 109 ] |
| Schwajda György                           | Lúdas Matyi             | Soproni Petőfi Színház | 2008. szeptember 29. | [ 110 ] |
| Bakonyi Károly                            | Mágnás Miska            | Soproni Petőfi Színház | 2001. október 20.    | [ 111 ] |
| Carlo Goldoni                             | Mirandolina, Te drága   | Kisvárdai Várszínház   | 2006. július 20.     | [ 80 ]  |
| Móricz Zsigmond                           | Sári bíró               | Turay Ida Színház      | 2011. október 15.    | [ 112 ] |
| Jaroslav Hašek, Marek Miklós, Mikó István | Svejk vagyok            | Spinoza-ház            | 2006. október 29.    | [ 113 ] |
| Terrence McNally                          | The Rink                | Thália Színház         | 1993. január 23.     | [ 114 ] |
| Peter Stone, Billy Wilder, I.A.L. Diamond | Van, aki forrón szereti | Kassai Thália Színház  | 2003. április 17.    | [ 115 ] |
| Bródy Miksa, Martos Ferenc                | Zsuzsi kisasszony       | Soproni Petőfi Színház | 1994. március 19.    | [ 116 ] |

## Filmjei

### Játékfilmek
- A mérkőzés (1980)
- Kojak Budapesten (1980)
- Vízipók-csodapók (1982) – Barna kis béka
- Boszorkányszombat (1984)
- Egészséges erotika (1985) – Párttitkár
- Akli Miklós (1986)
- Macskafogó (rajzfilm) (1986) – Lusta Dick (hangja)
- Az erdő kapitánya (rajzfilm) (1988) – Góliát (hangja)
- Sárkány és papucs (rajzfilm) (1989) – Udvari bolond (hangja)
- Hagyjátok Robinsont! (1989) – Robinson
- Szomorú vasárnap (1999) – krumpliárus a piacon
- Macskafogó 2. – A sátán macskája (rajzfilm) (2007) – Lusta Dick (hangja)
- Kis Vuk (animációs film) (2007) – Nyúlpapa (hangja)
- Az unoka (2022)

### Tévéfilmek
- Beszterce ostroma 1-3. (1976)
- Csongor és Tünde (1976) – Duzzog
- Süsü, a sárkány (bábsorozat) (1976-1980) – Írnok (2. hangja) (6-9.)
- Boldogság (1977)
- A Zebegényiek (1978)
- Fent a Spitzbergáknál (1978)
- Amerikai komédia (1978) – könyvelő a hajózási cégnél
- Pomádé király új ruhája (1979)
- A dicsekvő varga (1979)
- Gombó kinn van (1979)
- Lóden-show (1980)
- A nagy ékszerész (1980)
- Csupajóvár (1980)
- A Mi Ügyünk, avagy az utolsó hazai maffia hiteles története (1980)
- Utolsó alkalom (1981)
- A filozófus (1981)
- Rest Miska (1981)
- Mese az ágrólszakadt Igricről (1981)
- A 78-as körzet (1982)
- Mikkamakka, gyere haza! (1982) – Dömdödöm
- A nagy ho-ho-horgász (rajzfilmsorozat) (1982-1984) – Főkukac (hangja)
- Buborékok (1983)
- Boszorkányszombat (1983)
- Különös házasság 1-4. (1984)
- Vízipók-csodapók III. (1984) – Kis béka (hangja)
- T.I.R. (1984)
- Idegenek (1985)
- Lakótelepi mítoszok (1985)
- Kérők (1986)
- Trombi és a Tűzmanó I-II. (1987-1990) – Tűzmanó (hangja)
- Az angol királynő (1988)
- Barbárok (1989)
- Zenés húsvét (1993)
- A préri pacsirtája (1994) – Winnetou (hangja)
- Kisváros (1997)
- Tea (2003)
- Hacktion: Újratöltve (2012)
- Aranyélet (2018)
- Jóban Rosszban (2020)
- A renitens (2024)

### Szinkronszerepek
| Cím                                             | Szerep                           | Színész                                                                              | Megjegyzés                                                                              |
| ----------------------------------------------- | -------------------------------- | ------------------------------------------------------------------------------------ | --------------------------------------------------------------------------------------- |
| összes film                                     | összes szerep                    | Robin Williams                                                                       | A filmben 17 karaktert szinkronizált, mind a tizenhét szerepet Robin Williams játszotta |
| Dr. Strangelove                                 | Dr. Strangelove                  | Peter Sellers                                                                        | A filmben 3 karaktert szinkronizált, mindhárom szerepet Peter Sellers játszotta         |
| Micimackó                                       | Micimackó                        | Sterling Holloway Jim Cummings                                                       | (1977-2018)                                                                             |
| Nicsak ki beszél! 1-2                           | Mikey                            | Bruce Willis (hang)                                                                  | (1989-1990)                                                                             |
| Aladdin 1, 2, 3, Disney-sorozat                 | Dzsinn                           | Robin Williams (1, 3) Dan Castellaneta (2)                                           | (1992, 1994, 1996)                                                                      |
| Dr. Dolittle 1-2                                | II. Patkány                      | Reni Santoni                                                                         | (1998, 2001)                                                                            |
| Frédi és Béni, avagy a két kőkorszaki szaki     | Béni                             | Mel Blanc Frank Welker                                                               | (1960-1966) (2. magyar változat, 2004-2006)                                             |
| A kőbe szúrt kard                               | Arkhimédesz                      | Junius Matthews                                                                      | (1963) (InterCom, 2007)                                                                 |
| A rózsaszín párduc show I. évad                 | Deux-Deux őrmester               | -                                                                                    | (1969) (1. magyar változat, 1984)                                                       |
| A mentőcsapat                                   | Bernard                          | Bob Newhart                                                                          | (1977) (InterCom, 2003)                                                                 |
| Óvakodj a törpétől                              | Luigi, a vendéglős               | Neno Russo                                                                           | (1978) (2. magyar változat, 1987)                                                       |
| Maci Laci kincset keres                         | Bobo                             | Don Messick                                                                          | (1985) (1. évad, 1991)                                                                  |
| Rendőrakadémia 4. – Zseniális amatőrök az utcán | Butterworth                      | Derek McGrath                                                                        | (1987) (Hajdúfilm, 1990)                                                                |
| Rövidzárlat 2.                                  | Johnny ötös                      | Tim Blaney                                                                           | (1988) (Saturnus Film, 1990)                                                            |
| Marslakó a mostohám                             | Táska                            | Ann Prentiss                                                                         | (1988) (1. magyar változat, 1990)                                                       |
| Végtelen történet 2.                            | Virgonc úr                       | Martin Umbach                                                                        | (1990) (InterCom, 1991)                                                                 |
| Muppet kincses sziget                           | Breki, a béka (Smolett kapitány) | Steve Whitmire                                                                       | (1996) (HBO, 2000)                                                                      |
| Csizmás kandúr                                  | Király                           | Dan Haggerty                                                                         | (1998) (2. magyar változat, 2006)                                                       |
| Muppet Show az űrből                            | Breki, a béka                    | Steve Whitmire                                                                       | (1999) 2 szinkronnal (HBO, 2001/InterCom, 2002)                                         |
| Bolondos dallamok – Újra bevetésen              | Mr. Chairman                     | Steve Martin                                                                         | (2003)                                                                                  |
| Robotok                                         | Löksi                            | Robin Williams                                                                       | (2005)                                                                                  |
| Garfield 2.                                     | Preston                          | Richard E. Grant                                                                     | (2006)                                                                                  |
| Jégkorszak 2. – Az olvadás                      | Simlis Tóni                      | Jay Leno                                                                             | (2006)                                                                                  |
| Kis nagy hős                                    | Lefty Maginnis                   | William H. Macy                                                                      | (2006) (Best Hollywood, 2007)                                                           |
| A fantasztikus Róka úr                          | Kóma                             | Wallace Wolodarsky                                                                   | (2009) (InterCom, 2010)                                                                 |
| A hercegnő és a béka                            | Ray                              | Jim Cummings                                                                         | (2009)                                                                                  |
| Jelenetek a bábuk életéből                      | Tim                              | Walter Schmidinger                                                                   | 1980-as film Ingmar Bergman rendezésében, 2. magyar szinkron 2005-ben                   |
| South Park                                      | Micimackó                        | Trey Parker                                                                          | A kínai banda és a böcsület farm halloweeni atrackió epizódokban adja a hangját.        |
| Szólíts a neveden                               | Mr. Perlman                      | Michael Stuhlbarg                                                                    | 2017/2018                                                                               |
| Volt egyszer egy stúdió                         | Micimackó / Dzsini               | Jim Cummings, Sterling Holloway (archív felvétel) / Robin Williams (archív felvétel) | (2023)                                                                                  |
| Derült égből fasírt 2. - A második fogás        | Chester V                        | Will Forte (hang)                                                                    | (2013)                                                                                  |

### Cd-k, hangoskönyvek
- Jancsi és Juliska és más Grimm mesék

### Rádiószínházi szerepei
- A Pál utcai fiúk Mesélő

Rendező: Budai Péter (2008)
- Kele1.csuri

Rendező: Szakács Tibor (2005)
- A Gyűrűk Ura Zsákos Bilbó

Rendező:Göncz Árpád (1998)
- Az aranyember Török rablókapitány

Rendező: Vadász Ágnes (1991)

## Díjai, elismerései
- Jászai Mari-díj (1985)
- A Fővárosi Tanács Nívódíja (1990)
- Erzsébet-díj (1990)
- EMeRTon-díj (1993, 2000)
- A Magyar Köztársasági Érdemrend kiskeresztje (1994)
- A Soproni Petőfi Színház örökös tagja (2006)[117]
- Turay Ida-vándordíj (2011–2012)[118]
- Kálmán Imre-emlékplakett (2014)
- Érdemes művész (2018)
- Kiváló művész (2021)

## Portré
- Hogy volt?! – Mikó István felvételeiből (2014)
- Ez itt a kérdés – Mikó István (2020)
- Szavakon túl – Mikó István (2024)